# Machine Gun Kelly
Colson Baker (Houston, Teksas, SAD, 22. travnja 1990.), poznatiji pod umjetničkim imenom MGK (ranije kao Machine Gun Kelly), američki je reper, pjevač, tekstopisac i glazbenik. Poznat je po svojoj žanrovskoj dvojnosti između alternativnog rocka i hip-hop glazbe.
U razdoblju od 2007. do 2010. godine objavio je četiri miksana albuma prije nego što je potpisao s izdavačkom kućom Seana Combsa, Bad Boy Records. Svoj debitantski studijski album, Lace Up objavio je u 2012., a dosegnuo je u konačnici 4. mjesto na američkoj Billboard 200 i sadržavao uspješni singl "Wild Boy" s reperom Waka Flocka Flameom. Njegov drugi i treći album, General Admission iz 2015. i Bloom iz 2017., postigli su sličan komercijalni uspjeh; potonji je uključivao i singl "Bad Things" s Camilom Cabello, koji je dosegao 4. mjesto na Billboard Hot 100. U 2019. objavio je rap-rock album Hotel Diablo. 
U listopadu 2020., MGK objavio je svoj peti studijski album, Tickets to My Downfall, što je označilo potpuni odmak od hip-hopa i prelazak na pop punk. Debitirao je na prvom mjestu Billboardove ljestvice 200, time i postao jedini rock album kojemu je to uspjelo te godine, a sadržavao je singl "My Ex's Best Friend" s Blackbearom, koji je dosegao 20. mjesto na Hot 100. Njegov nastavak iz ožujka 2022., Mainstream Sellout, također je dosegao sami vrh Billboardove ljestvice 200 i postigao sličan komercijalni uspjeh.
Svoju prvu filmsku ulogu imao je u romantičnoj drami Beyond the Lights iz 2014., a od tada se pojavio u tehno-trileru Nerve (2016.), hororu Bird Box (2018.), komediji Big Time Adolescence (2019.) te je iste godine utjelovio Tommyja Leeja Jonesa u biografskom filmu The Dirt.

## Osobni život
U tinejdžerskim godinama Baker je bio u vezi s Emmom Cannon, s kojom ima i kćer koja je rođena u srpnju 2009.
Otvoreno govori o svojoj konzumaciji kanabisa i u mnogim je intervjuima tvrdio da svakodnevno puši, opisujući ga kao "izvor sreće i način na koji ljudi mogu osjetiti malo više ljubavi [sami po sebi]". Često je referirao na kanabis i u svojoj glazbi, čineći to glavnim dijelom njegovog prepoznatljivog imidža i ličnosti. U razdoblju prije izlaska albuma Lace Up bio je ovisan o heroinu. Također je bio teški konzument kokaina i alkohola prije 2020. U studenom 2020. otkrio je da je stvorio ovisnost o adderallu, i traži liječenje.
U intervjuu iz 2012. izjavio je da se politički identificira kao anarhist. U 2022., kada su ga pitali planira li glasati na izborima, odgovorio je: "Imam istetoviran znak anarhije na trbuhu. Nisam politička osoba".
Baker je bio u vezi s glumicom i modelom Amber Rose dva mjeseca od travnja 2015. Hodao je i s modelom Sommer Ray od ožujka do travnja 2020. Od svibnja 2020. u javno-obznanjenoj je vezi s glumicom Megan Fox nakon što su se njih dvoje upoznali na snimanju filma Midnight in the Switchgrass. 12. siječnja 2022. Fox je objavila da se par zaručio.

## Diskografija

#### Studijski albumi
- Lace Up (2012.)
- General Admission (2015.)
- Bloom (2017.)
- Hotel Diablo (2019.)
- Tickets to My Downfall (2020.)
- Mainstream Sellout (2022.)